# Gian Maria Gros-Pietro
Gian Maria Gros-Pietro (Torino, 4 febbraio 1942) è un dirigente d'azienda ed economista italiano, presidente del Consiglio di Amministrazione di Intesa Sanpaolo dal 27 aprile 2016, e membro del Consiglio di Amministrazione presso l’Università LUISS Guido Carli a Roma..

## Biografia
Si è laureato in Economia e Commercio presso l'Università degli Studi di Torino nel 1964, ha insegnato Economia dell'impresa e Economia e Politica industriale nello stesso ateneo fino al 2004. Dal 1974 al 1995 ha diretto il Ceris (l'Istituto di Ricerca sull'Impresa e lo Sviluppo, principale organo economico del Consiglio Nazionale delle Ricerche - CNR), mentre per 7 anni, a partire dal 2004 è stato a capo del dipartimento di scienze economiche e aziendali dell'Università LUISS di Roma.
Dal 1997 al 1999 ha guidato la liquidazione dell'IRI con la carica di presidente. Analogo incarico ha ricoperto all'Eni dal 1999 al 2002, con il compito di seguire la liberalizzazione del mercato italiano del gas e l'espansione del gruppo, sia in Atlantia S.p.A. (già Autostrade S.p.A.) dal 2002 al 2010.. È stato anche per 6 anni, fino al 2002, membro del CNEL (Consiglio Nazionale dell'Economia e del Lavoro).
Dall'aprile 2016 è presidente del Consiglio di Amministrazione di Intesa Sanpaolo, dopo essere stato Presidente del Consiglio di Gestione dal maggio 2013.

### Altre attività

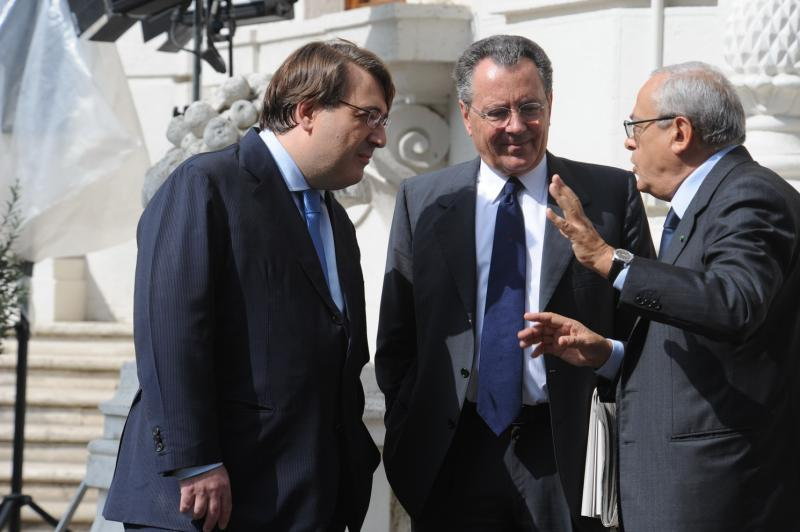
Gian Maria Gros-Pietro (al centro) con Roberto Napoletano (sinistra) e Francesco Gaetano Caltagirone (destra) al convegno Amici della LUISS tenutosi a Roma nel 2009.

È presidente del comitato scientifico della società di studi economici Nomisma e fa parte del Consiglio di amministrazione dell'ISPI (l'Istituto per gli Studi di Politica Internazionale) del comitato esecutivo ABI, del Consiglio direttivo FeBAF (Federazione delle Banche, delle Assicurazioni e della Finanza), e del Direttivo dell'Unione Industriale di Torino.
Siede, inoltre, nei consigli di amministrazione di ASTM (in qualità di presidente) ed Edison. È membro della Fondazione Italia USA.